# Bathysauropsis gracilis
Bathysauropsis gracilis is een straalvinnige vissensoort uit de familie van groenogen (Chlorophthalmidae). De wetenschappelijke naam van de soort is voor het eerst geldig gepubliceerd in 1878 door Günther.